# Engeliella engeli
Engeliella engeli is een zeekomkommer uit de familie Sclerodactylidae.
De wetenschappelijke naam van de soort werd in 1968 gepubliceerd door Gustave Cherbonnier.